# Moment (single)
Moment is een single van het Nederlandse dj-trio Kris Kross Amsterdam met de uit hetzelfde land komende rapper Kraantje Pappie en zangeres Tabitha uit 2019. 

## Achtergrond
Moment is geschreven door Addy van der Zwan, Bianc Boyd, Mark Nieuwenhuijzen, Alex van der Zouwen, Joren van der Voort, Bas van Daalen, Jordy Huisman, Sander Huisman, Tabitha Foen-A-Foe, Stuart Lynn en Robin Francesco en geproduceerd door Addy van der Zwan, Mark Nieuwenhuijzen, Joren van der Voort, Bas van Daalen, Jordy Huisman, Sander Huisman, Stuart Lynn en  Robin Francesco. Het is de tweede plaat waarbij Kris Kross Amsterdam en Tabitha samenwerken, na de hitsingle Hij is van mij. Het refrein van het nummer sampled Een moment zonder jou van Nasty uit 1996. De single heeft in Nederland de vierdubbele platina status.

## Hitnoteringen
Net als Hij is van mij deed Moment het goed in de Nederlandse hitlijsten. In de Single Top 100 haalde het de vijfde plaats en stond het 33 weken in de lijst en in de Top 40 werd zelfs de derde plaats gehaald en stond het 20 weken genoteerd.